# Rich Homie Quan
Dequantes Devontay Lamar, művésznevén Rich Homie Quan (Atlanta, 1989. október 4. – Atlanta, 2024. szeptember 5.) amerikai rapper. Olyan slágerekkel robbant be, mint a Type of Way és a Flex (Ooh, Ooh, Ooh), valamint tagja volt Young Thuggal közösen a Rich Gang formációnak.
2024-ben egy véletlen túladagolás következtében halt meg.

## Diszkográfia

### Album
- 2018: Rich as in Spirit
- 2024: Forever Goin In

### Mixtapek
- 2012: I Go In on Every Song
- 2012: Still Goin In
- 2013: Still Goin In Reloaded
- 2013: I Promise I Will Never Stop Going In
- 2014: Rich Gang: Tha Tour Part 1 (Young Thuggal & Birdmannal)
- 2015: If You Ever Think I Will Stop Goin In Ask RR
- 2022: Family & Mula (Reloaded)

### Kislemezek
- 2013: Difference
- 2013: Type of Way
- 2014: Blah Blah Blah
- 2015: Flex (Ooh Ooh Ooh)

### Mint vendég
- 2013: My Nigga (YG feat. Jeezy & Rich Homie Quan)
- 2013: I Know (Yo Gotti feat. Rich Homie Quan)
- 2013: Ghetto (August Alsina feat. Rich Homie Quan)
- 2014: Lifestyle (Rich Gang feat. Young Thug & Rich Homie Quan)
- 2014: Feel It (Jacquees feat. Rich Homie Quan & Lloyd)
- 2014: Mamacita (Travis Scott feat. Rich Homie Quan & Young Thug)
- 2015: Come Thru (Jacquees feat. Rich Homie Quan)
- 2015: Ride Out (Kid Ink, Tyga, Wale, YG & Rich Homie Quan)
- 2015: Like a Man (Boosie BadAzz feat. Rich Homie Quan)
- 2015: $ave Dat Money (Lil Dicky feat. Fetty Wap & Rich Homie Quan)